# Historia genética de la península ibérica

Mezcla de poblaciones en la genética de la península ibérica.

La ancestralidad de las poblaciones ibéricas modernas (que comprenden españoles y portugueses) es consistente con la situación geográfica de la península ibérica en el extremo suroeste de Europa. El gran predominio de haplogrupo del cromosoma Y, R1b, común en Europa occidental, es el resultado de los invasores centroeuropeos durante la Edad de Bronce, lo que hace que la población española y portuguesa esté estrechamente relacionada con otras de Europa occidental.

## Visión de conjunto
Al igual que Cerdeña y, a diferencia de los Balcanes e Italia, Iberia estaba protegida de los asentamientos de la región del Bósforo y el Cáucaso por su ubicación geográfica occidental, y su bajo nivel de mezcla de Asia occidental que probablemente llegó durante el período romano. La contribución genética histórica posterior del Mediterráneo oriental y del Medio Oriente al acervo genético de Iberia también fue significativa, impulsada por los fenicios, griegos, cartagineses, judíos y árabes levantinos.
Al igual que Sicilia y otras partes del sur de Italia, Iberia tiene un importante nivel de ascendencia, que se origina tanto en el norte de África como en el África subsahariana, que se atribuye en gran parte a la larga presencia islámica en la península ibérica y posiblemente a la esclavitud africana, y la población de las Islas Canarias muestra una mezcla africana más grande que el promedio del sur de Europa debido a su ubicación como archipiélago junto a África. Se encuentran diferencias genéticas significativas entre las diferentes regiones de España, e incluso dentro de ellas, lo que puede explicarse por la gran divergencia en sus trayectorias históricas y los límites geográficos internos de España. La región vasca y Cataluña tienen la menor ascendencia del Mediterráneo oriental en Iberia. La influencia africana se concentra principalmente en las regiones sur y oeste de la península, y generalmente tiene un impacto mayor en Portugal que en España.

## Genética de poblaciones: métodos y limitaciones
Uno de los primeros estudiosos en realizar estudios genéticos, aunque ahora discutido en sus conclusiones, fue Luigi Luca Cavalli-Sforza. Utilizó marcadores genéticos clásicos para analizar el ADN por proxy. Este método estudia las diferencias en las frecuencias de rasgos alélicos particulares, a saber, los polimorfismos de proteínas encontradas en la sangre humana (como los grupos sanguíneos ABO, antígenos sanguíneos Rhesus, loci HLA, inmunoglobulinas, isoenzimas G-6-P-D, entre otros). Posteriormente, su equipo calculó la distancia genética entre poblaciones, basándose en el principio de que dos poblaciones que comparten frecuencias similares de un rasgo están más estrechamente relacionadas que las poblaciones que tienen frecuencias más divergentes del rasgo.
Desde entonces, la genética de la población ha progresado significativamente y los estudios que utilizan el análisis directo de ADN ahora son abundantes y pueden usar ADN mitocondrial (ADN-Mt), la porción no recombinante del cromosoma Y (NRY) o ADN autosómico. Los dos comparten algunas características similares que los han hecho particularmente útiles en antropología genética. Estas propiedades incluyen la herencia directa e inalterada del ADN-Mt y el ADN NRY de la madre a la descendencia y del padre al hijo, respectivamente, sin los efectos "aleatorios" de la recombinación genética. También suponemos que estos loci genéticos no se ven afectados por la selección natural y que el proceso principal responsable de los cambios en los pares de bases ha sido la mutación (que se puede calcular).
Mientras que los haplogrupos de los dos indicadores representan solo un pequeño componente del grupo de ADN de una persona, el ADN autosómico tiene la ventaja de contener cientos y miles de loci genéticos examinables, lo que brinda una imagen más completa de la composición genética. Las relaciones de descendencia solo pueden determinarse sobre una base estadística, porque el ADN autosómico sufre una recombinación. Un solo cromosoma puede registrar una historia para cada gen. Los estudios autosómicos son mucho más confiables para mostrar las relaciones entre las poblaciones existentes, pero no ofrecen las posibilidades de desentrañar sus historias de la misma manera que lo prometen los estudios de ADN ADN-Mt y ADNN, a pesar de sus muchas complicaciones.
Los estudios genéticos se basan en numerosos supuestos y sufren limitaciones metodológicas, como el sesgo de selección y la confusión. Fenómenos como la deriva genética, la fundación y los efectos del cuello de botella causan grandes errores, particularmente en estudios de haplogrupo. No importa cuán precisa sea la metodología, las conclusiones derivadas de dichos estudios se compilan sobre la base de cómo el autor prevé que sus datos encajen con las teorías arqueológicas o lingüísticas establecidas.

## Composiciones genéticas principales
Los análisis de ADN demuestran que las poblaciones españolas y portuguesas están más estrechamente relacionadas con otras poblaciones de la Europa occidental.
Hay un eje de una diferenciación genética significativa a lo largo de la dirección este-oeste, en contraste con la notable similitud genética en la dirección norte-sur. La mezcla del Norte de África, asociada con la conquista Islámica, puede ser fechada para el período comprendido entre los años 860 y 1120 d. C.

### Haplogrupos del Cromosoma Y
El haplogroup R1b es el más frecuente entre los españoles y portugueses, con un 50% en la mayor parte de España. El R1b es particularmente dominante en el País Vasco y Cataluña, con una tasa superior al 80%. En Iberia, la mayoría de los hombres con R1b pertenecen a la subclase R-P312 (R1b1a1a2a1a2; en 2017). La distribución de haplogrupos distintos de R1b varía ampliamente de una región a otra.
Aunque el R1b prevalece en gran parte de Europa occidental, se encuentra una diferencia clave en la prevalencia en Iberia del R-DF27 (R1b1a1a2a1a2a). Esta subclave se encuentra en más del 60% de la población masculina en el País Vasco y del 40-48% en Madrid, Alicante, Barcelona, Cantabria, Andalucía, Asturias y Galicia. El R-DF27 constituye mucho más que la mitad del total de R1b en la península ibérica. La posterior migración de miembros de otros haplogrupos y subclades del R1b no afectó su prevalencia general, aunque esto se reduce a solo dos tercios del total de R1b en Valencia y la costa en general. El R-DF27 es también una subclase significativa de R1b en partes de Francia y Gran Bretaña. Sin embargo, es insignificante en Italia. La R-S28 / R-U152 (R1b1a1a2a1a2b) es la subclase predominante de R1b en Italia, Suiza y partes de Francia, aunque representa menos del 5% de la población masculina en Iberia. Esto subraya la falta de cualquier impacto genético significativo por parte de la pertenencia a Roma, a pesar de que el latín hablado en el Imperio Romano fue la fuente más importante, o principal, de la lengua moderna española y portuguesa. La R-S28 / R-U152 es ligeramente significativa en Sevilla y Barcelona, con un 10-20% de la población total, aunque está representada en frecuencias de solo el 3% en Cantabria, 2% en Castilla y León, 6% en Valencia, y menos del 1% en Andalucía. Los Judíos sefardíes tienen estos haplogrupos: I1 0%, I2 * / I2a 1%, I2 0%, R1a 5%, R1b 13%, G 15%, J2 25%, J * / J1 22%, E-M2151b1b 9%, T 6%, and Q 2%.
El haplogrupo J, en su mayoría subclaves del haplogrupo J-M172 (J2), se encuentra en niveles superiores al 50% en algunas regiones, mientras que el haplogrupo E tiene una frecuencia general de alrededor del 10%, aunque los picos superan el 30% en ciertas áreas. En general, el E-M78 (E1b1b1a1 en 2017) y el E-M81 (E1b1b1b1a en 2017) constituyen aproximadamente el 4,0% cada uno, con un 1,0% adicional del haplogroupo E-M123 (E1b1b1b2a1) y el 1,0% de las subcapas desconocidas de E-M96. (Se considera que el E-M81 representa migraciones relativamente históricas desde el norte de África).

### Las frecuencias de haplogrupos de ADN-Y en las regiones españolas[18]
| Región                  | Medida de la muestra | E   | G   | I   | J2  | JxJ2 | R1a | R1b |
| ----------------------- | -------------------- | --- | --- | --- | --- | ---- | --- | --- |
| Aragón                  | 34                   | 6%  | 0%  | 18% | 12% | 0%   | 3%  | 56% |
| Andalucía Este          | 95                   | 4%  | 3%  | 6%  | 9%  | 3%   | 1%  | 72% |
| Andalucía Oeste         | 73                   | 15% | 4%  | 5%  | 14% | 1%   | 4%  | 54% |
| Asturias                | 20                   | 15% | 5%  | 10% | 15% | 0%   | 0%  | 50% |
| Vascos                  | 116                  | 3%  | 0%  | 8%  | 3%  | 1%   | 0%  | 87% |
| Castilla-La Mancha      | 63                   | 4%  | 10% | 2%  | 6%  | 2%   | 2%  | 72% |
| Castilla Norte del este | 31                   | 9%  | 3%  | 3%  | 3%  | 0%   | 0%  | 77% |
| Cataluña                | 80                   | 0%  | 0%  | 30% | 6%  | 0%   | 0%  | 81% |
| Extremadura             | 52                   | 18% | 4%  | 10% | 12% | 0%   | 0%  | 50% |
| Galicia                 | 88                   | 17% | 6%  | 10% | 7%  | 1%   | 0%  | 57% |
| Valencia                | 73                   | 10% | 1%  | 10% | 5%  | 3%   | 3%  | 64% |
| Mallorca                | 62                   | 9%  | 6%  | 8%  | 8%  | 2%   | 0%  | 66% |
| Menorca                 | 37                   | 19% | 0%  | 3%  | 3%  | 0%   | 3%  | 73% |
| Ibiza                   | 54                   | 8%  | 13% | 2%  | 4%  | 0%   | 0%  | 57% |
| Sevilla                 | 155                  | 7%  | 4%  | 12% | 8%  | 3%   | 1%  | 60% |
| Huelva                  | 22                   | 14% | 0%  | 9%  | 14% | 0%   | 0%  | 59% |
| Cádiz                   | 28                   | 4%  | 0%  | 14% | 14% | 4%   | 0%  | 51% |
| Córdoba                 | 27                   | 11% | 0%  | 15% | 15% | 0%   | 0%  | 56% |
| Málaga                  | 26                   | 31% | 4%  | 0%  | 15% | 0%   | 8%  | 43% |
| León                    | 60                   | 10% | 7%  | 3%  | 5%  | 2%   | 7%  | 62% |
| Cantabria               | 70                   | 13% | 9%  | 6%  | 3%  | 3%   | 4%  | 58% |

### ADN mitocondrial

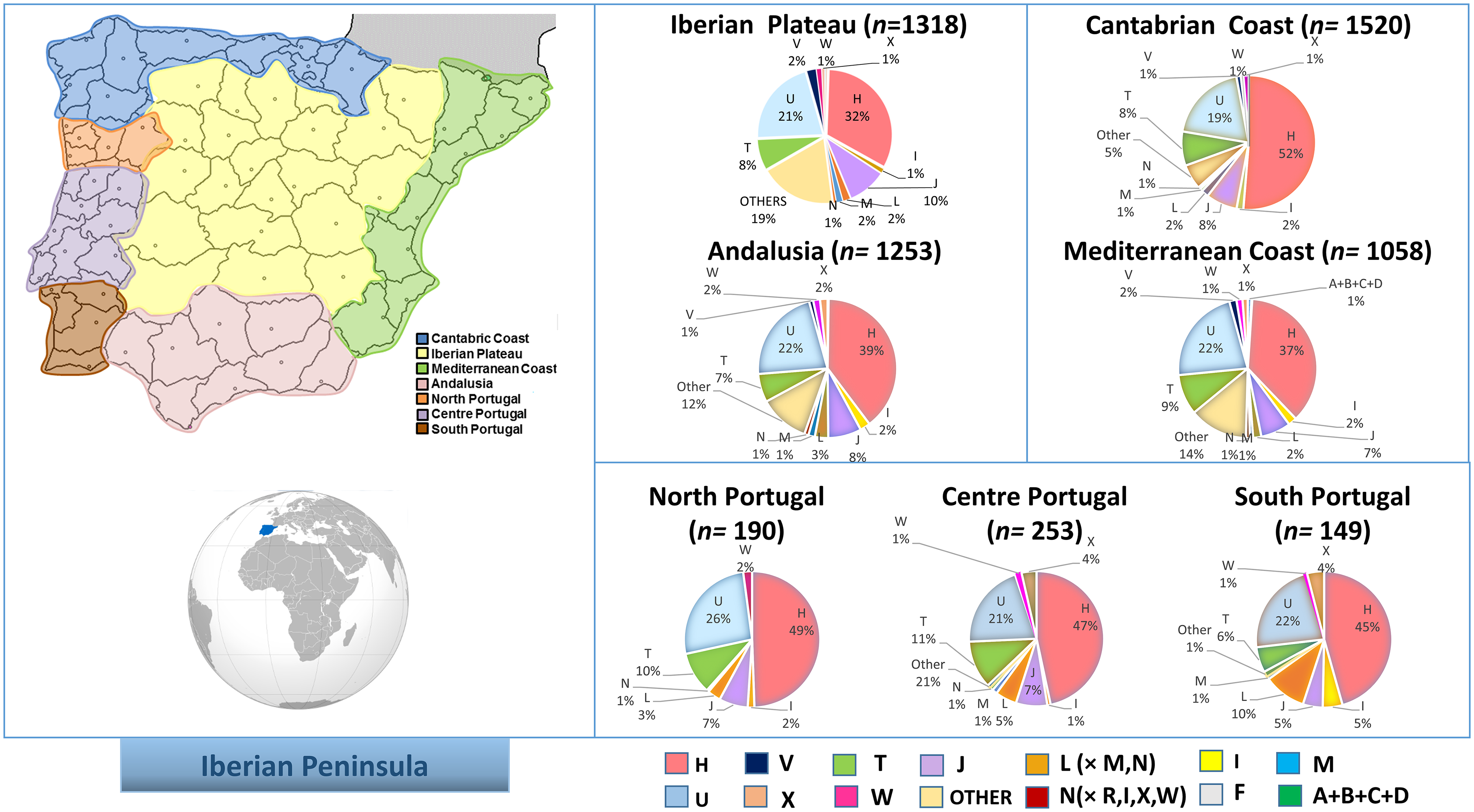
Frecuencias del haplogrupo ADN-Mt en las principales regiones Ibéricas.

Se han realizado varios estudios sobre los haplogrupos de ADN mitocondrial (ADN-Mt) en Europa. A diferencia de los haplogrupos de ADN-Y, los haplogrupos de ADN-Mt no mostraron tantos patrones geográficos, sino que estaban más uniformemente repartidos. Además de los sami periféricos, todos los europeos se caracterizan por el predominio de los haplogrupos H, U y T. La falta de estructuración geográfica observable del ADN-Mt puede deberse a factores socioculturales, a saber, patrilocalidad y falta de poliandria.
Los subhaplogrupos H1 y H3 se han sometido a un estudio más detallado y se asociarían a la expansión magdaleniense desde Iberia hace 13.000 años:
El H1 abarca una fracción importante del ADN-Mt de Europa occidental, llegando a su punto máximo local entre los vascos contemporáneos (27.8%) y aparece con una alta frecuencia entre otros pueblos ibéricosy norteafricanos. Su frecuencia es superior al 10% en muchas otras partes de Europa (Francia, Cerdeña, islas británicas, Alpes, grandes porciones de Europa del Este) y superior al 5% en casi todo el continente. Su subclave H1b es más común en Europa oriental y en el noroeste de Siberia. Hasta ahora, la frecuencia más alta de H1 (61%) se ha encontrado entre los tuaregs de la región de Fezzan en Libia.
H3 representa una fracción más pequeña del genoma europeo que H1, pero tiene una distribución algo similar con un pico entre los vascos (13.9%), los gallegos (8.3%) y los sardos (8.5%). Sin embargo, su frecuencia disminuye hacia el noreste del continente. Los estudios han sugerido que el haplogrupo H3 es altamente protector contra la progresión del sida.

### ADN autosómico
Un estudio a nivel europeo realizado en 2007, incluyendo vascos españoles y valencianos españoles, encontró que las poblaciones ibéricas se agrupaban más alejadas de otros grupos continentales, lo que implica que Iberia posee la ascendencia europea más antigua. En este estudio, se encontró que la estratificación genética más prominente en Europa se desarrollaba de norte a sureste, mientras que otro eje importante de diferenciación corre de este a oeste en todo el continente. También encontró, a pesar de las diferencias, que todos los europeos están estrechamente relacionados.

## Diversidad genética del ADN mitocondrial portugués

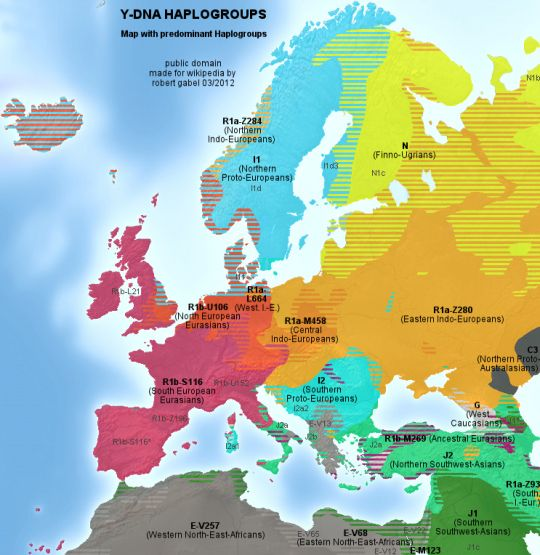

En un estudio realizado por Sofía L. Marques, Ana Goios, Ana M. Rocha, María João Prata, António Amorim, Leonor Gusmão, Cíntia Alves y Luis Álvarez. "La diversidad genética del ADN mitocondrial portugués, una actualización y una revisión filogenética". FSI Genetics 15 (marzo de 2015): páginas 27–32. En extractos del resumen se expresa lo siguiente:
"[...] En el caso de Portugal, estudios genéticos poblacionales anteriores ya han revelado el retrato general de la diversidad mitocondrial HVS-I y HVS-II, por lo que ahora es importante actualizar y ampliar la región mitocondrial analizada. En consecuencia, se obtuvieron 292 secuencias completas de la región de control de Portugal continental, bajo un diseño experimental estricto para garantizar la calidad de los datos mediante la secuenciación doble de cada región objetivo. Además, se examinaron los SNP de la región codificante específicos de H para detallar la clasificación de haplogrupos y se obtuvieron mitogenomas completos. para todas las secuencias pertenecientes a los haplogrupos U4 y U5. En general, se encontró un haplogrupo típico de Europa occidental o una composición modal de haplotipos atlánticos en Portugal continental, asociado a un alto nivel de diversidad genética mitocondrial. Dentro del país, no se detectaron signos de subestructura. La tipificación de la región de codificación adicional SNP ha proporcionado el refinamiento o la confirmación de la clasificación anterior obtenida con herramienta EMMA en el 96% de los casos. Finalmente, también fue posible ampliar la filogenia U del haplogrupo con 28 nuevos mitogenomas U4 y U5".
El haplotipo modal atlántico (AMH) o haplotipo 15 es un haplotipo del cromosoma Y de las variaciones de microsatélite Y-STR, asociado con el haplogrupo R1b. Se descubrió antes de muchos de los SNP que ahora se usan para identificar los subclades de R1b y se pueden encontrar referencias a ellos en algunas de las publicaciones más antiguas. Se corresponde más estrechamente con la subclase R1b1a2a1a.
El HAM es el haplotipo más frecuente entre los hombres en la Europa atlántica. Se caracteriza por los siguientes alelos marcadores:
- DYS388 12
- DYS390 24
- DYS391 11
- DYS392 13
- DYS393 13
- DYS394 14 (también conocido como DYS19)

El haplotipo modal atlántico alcanza las frecuencias más altas en la península ibérica, en Gran Bretaña e Irlanda. En Portugal, alcanza el 70% en total, con más del 90% en el noroeste de Portugal.

## Influencia norteafricana

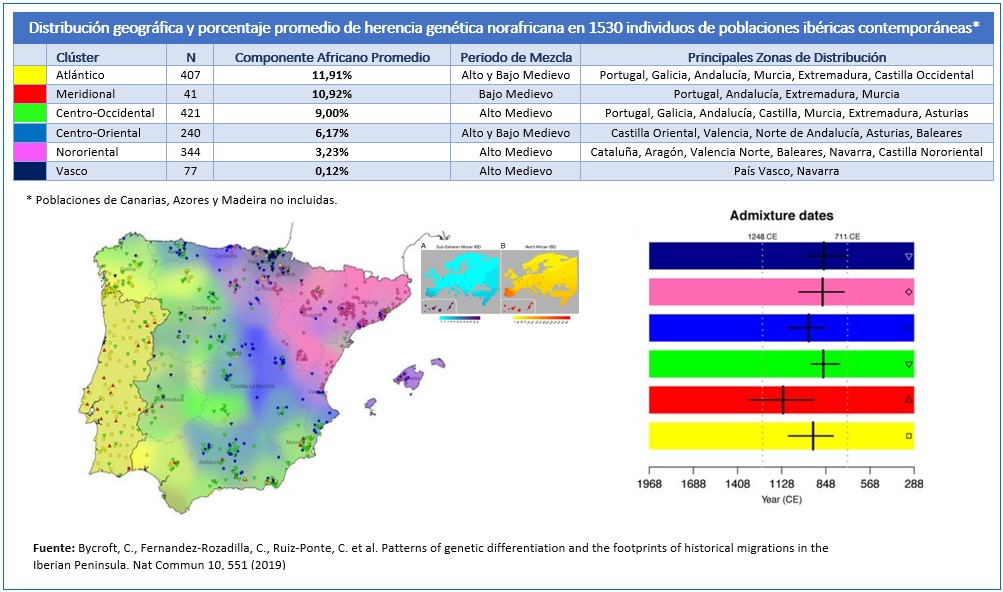
Distribución de ADN norafricano en la península ibérica

Varios estudios se han centrado en determinar el impacto genético de los movimientos históricos de la población del norte de África en Iberia sobre la composición genética de las poblaciones modernas españolas y portuguesas. Los estudios iniciales apuntaban a que el estrecho de Gibraltar actuaba más como una barrera genética que como un puente durante los tiempos prehistóricos, mientras que otros estudios apuntan a un nivel más alto de mezcla reciente entre ibéricos que en otras poblaciones europeas, aunque esto se debe a movimientos migratorios más recientes, en particular la invasión árabe de Iberia en el siglo VIII.
En términos de ADN autosómico, el estudio más reciente sobre la mezcla africana en poblaciones ibéricas se realizó en abril de 2013 por Botigué et al. utilizando datos de SNP de todo el genoma para más de 2.000 individuos de diversas nacionalidades de  los que 119 eran españoles, incluidos naturales de Canarias, y 117 portugueses, concluyendo que España y Portugal tienen niveles significativos de ascendencia del norte de África. Las estimaciones de la ascendencia compartida promediaron del 4% en algunos lugares al 10% en la población general. Las poblaciones de las Islas Canarias produjeron hasta el 20% de la ascendencia compartida con los norteafricanos, aunque las Islas Canarias son un archipiélago español situado en el océano Atlántico, frente a la costa noroeste de África y por lo tanto no es representativa de la población ibérica. Estos mismos resultados no superaron el 2% en otras poblaciones del oeste o sur de Europa. Sin embargo, al contrario de los estudios autosómicos anteriores y lo que se infiere de las frecuencias de haplotipos del cromosoma Y y mitocondrial no detecta niveles significativos de ascendencia subsahariana en ninguna población europea fuera de las Islas Canarias. De hecho, un estudio autosómico anterior de 2011 de Moorjani et al. encontraron ascendencia subsahariana en toda Europa en rangos de entre 1 y 4%, "la mayor proporción de ascendencia africana en Europa se encuentra en Iberia (Portugal 4,2 ± 0,3% y España 1,4 ± 0,3%), consistente con inferencias basadas en el ADN mitocondrial y los cromosomas Y y la observación de Auton y otros de que dentro de Europa, los europeos del sudoeste tienen el mayor intercambio de haplotipos con los norteafricanos ".
En cuanto al ADN del cromosoma Y paterno, los estudios recientes coinciden en que Iberia tiene la mayor presencia del marcador de haplotipo E-M81 en el cromosoma Y típicamente del noroeste de África en Europa, así como en Haplotipo Va. Las estimaciones de la ascendencia del cromosoma Y varían, con un estudio de 2008 publicado en el American Journal of Human Genetics utilizando 1.140 muestras de toda la península ibérica, lo que da una proporción de 10.6% de ascendencia del norte de África. Un estudio similar realizado en 2009 sobre el cromosoma Y con 659 muestras del sur de Portugal, 680 del norte de España, 37 muestras de Andalucía, 915 muestras de la Italia continental y 93 muestras de Sicilia encontró niveles significativamente más altos de ascendencia masculina del norte de África en Portugal, España y Sicilia (7,7%, 7,1% y 7,5%, respectivamente) que en Italia (5,7%).
Otros estudios del acervo genético ibérico han estimado niveles significativamente más bajos de ascendencia del norte de África. Según Bosch et al. 2000 "Las poblaciones del noroeste de África pueden haber contribuido con el 7% de los cromosomas ibéricos Y". Un amplio estudio realizado por Cruciani et al. 2007, utilizando 6.501 muestras de cromosomas Y no relacionadas de 81 poblaciones, encontró que: "Teniendo en cuenta estos sub-haplogrupos E-M78 (E-V12, E-V22, E-V65) y el haplogrupo E-M81, la contribución de África del Norte los linajes a la totalidad del acervo genético masculino de Iberia (salvo Pasiegos), Italia continental y Sicilia se pueden estimar en 5,6 por ciento, 4,6 por ciento y 6,6 por ciento, respectivamente". Un estudio de 2007 estimó que la contribución de los linajes del norte de África a todo el acervo genético masculino de Iberia era del 5,6%". En aspectos generales, según (Bosch et al. 2007)" ... los orígenes del cromosoma Y Ibérico se pueden resumir de la siguiente manera: 5% de África del noroeste reciente, 78% del Paleolítico superior y derivados locales posteriores (grupo IX) y 10% de neolítico "(H58, H71).
Los estudios recientes sobre el ADN mitocondrial coinciden en que la península ibérica tiene niveles más altos del haplotipo U6 típicamente del norte de África, así como frecuencias más altas del haplogrupo L del África subsahariana en Portugal. Sin embargo, las frecuencias altas se concentran principalmente en el oeste y sur de la península ibérica y, por lo tanto, la frecuencia general es más alta en Portugal (6,83%) que en España (1,9%), con una frecuencia media para toda la península del 3,83%. Existe una considerable divergencia geográfica en la península con altas frecuencias observadas para el suroeste de Castilla (8%), el sur de Portugal (18,80%), Portugal central (10,70%), Andalucía occidental (14,6%) y Córdoba (8,30%).
Los debates actuales giran en torno a si la presencia de U6 se debe a la expansión islámica en la península ibérica o los movimientos de población anteriores y si el haplogrupo L está vinculado al comercio de esclavos o los movimientos de población anteriores vinculados a la expansión islámica. Una mayoría de los linajes de Haplogrupo L en Iberia, que son de origen norteafricano, apuntan a esto último. En 2015, Hernández et al. concluyó que "la entrada estimada de los linajes U6 del norte de África en Iberia hace 10.000 años se correlaciona bien con otros clados L africanos, lo que indica que algunos linajes U6 y L se trasladaron juntos de África a Iberia en el Holoceno temprano, mientras que la mayoría se introdujeron en tiempos históricos".

## Patrones de diferenciación genética y huellas de migraciones históricas en la península ibérica
Patrones de diferenciación genética y huellas de migraciones históricas en la península ibérica es un estudio de Clare Bycroft, Ceres Fernández-Rozadilla, Clara Ruiz-Ponte, Inés Quintela, Ángel Carracedo, Peter Donnelly y Simon Myers publicado en Nature el 1 de febrero de 2019.
El estudio corrobora que la diferenciación genética de la península ibérica se corresponde con su diversidad lingüística y con una historia demográfica compleja, que incluye un período de ocho siglos de dominio musulmán. Se estudia la estructura genética de escala fina de la población actual y los impactos genéticos de los eventos históricos, con métodos estadísticos basados en haplotipos de una muestra de 1413 individuos de toda España.
Se detecta una estructura poblacional en escalas extremadamente finas (por debajo de 10 km) en algunas regiones, incluida Galicia. La principal conclusión del estudio es la identificación de un importante eje este-oeste de diferenciación genética y la evidencia de un movimiento histórico de población de norte a sur. El estudio observa una gran similitud genética en la dirección norte-sur, que evidencia un movimiento histórico de población norte-sur.
Por otro lado se detecta la ascendencia del noroeste de África (que varía de 0 al 11% en función de la distancia al estrecho de Gibraltar) en la población de hoy en día. Esta ascendencia está relacionada con un evento de mezcla que involucra a las poblaciones de origen de tipo europeo y noroeste de África que se sitúa entre los años 860–1120 dC, lo que implica mayores impactos genéticos en esa época del gobierno musulmán en Iberia. Estos resultados indican impactos genéticos claros de los movimientos de población asociados con la conquista musulmana y la posterior Reconquista. El estudio evidencia que los españoles modernos tienen fracciones de ascendencia regionalmente diferentes de un grupo más similar al moderno noroeste de África.

### Metodología
Se analizaron 1413 individuos españoles tipificados en 693.092 polimorfismos de nucleótido único autosómico (SNP). El selector fineSTRUCTURE infirió 145 grupos distintos, junto con un árbol jerárquico que describe las relaciones entre los grupos. La relación entre la estructura genética y la geografía se estudió utilizando un subconjunto de 726 individuos para los que se disponía de información geográfica de los cuatro abuelos que habían nacido en un radio de 80 km de sus lugares de nacimiento. Como los abuelos nacieron en torno a 1900 (el año de nacimiento promedio de la muestra es 1941), se infiere que la distribución espacial de la estructura genética descrita en este estudio reflejaría la de España en 1900.

### El impacto genético de las migraciones históricas.
Para efectuar este análisis se analiza una muestra de 2.919 individuos de España, Europa, África del Norte y África subsahariana. Como resultado se pueden identificar 29 grupos de donantes no ibéricos y se infieren seis grupos distintos dentro de Iberia. Los seis grupos se asocian con regiones geográficas, predominantemente en la dirección este-oeste en lugar de norte-sur.
En los seis grupos ibéricos, la mayor contribución proviene de Francia (63–91%), le siguen los grupos italianos (5–17%) e irlandeses (2–5%). Salvo para el grupo vasco, estos tres grupos de donantes contribuyen proporcionalmente cantidades similares en toda Iberia, por lo que probablemente representan componentes de ascendencia antigua en lugar de migración reciente.
En cambio, la ascendencia procedente de Marruecos muestra una fuerte variación regional, y el suceso de mezcla que involucra a las poblaciones de origen de tipo europeo y noroeste de África se sitúa entre los años 860–1120 d. C. De hecho el método utilizado por el estudio localiza a la población actual del Sahara Occidental como fuente de ADN del norte de África, en oposición al norte de Marruecos, cuya población actual presenta mezcla con las poblaciones europeas.
Los resultados también implican la incorporación de ADN de tipo vasco en otros lugares de España. Los perfiles de ascendencia muestran contribuciones del ADN de tipo vasco más alto en lugares que rodean la ubicación principal del grupo de donantes vascos (País Vasco), y mucho más al sur que al este y al oeste. La metodología utilizada por el estudio produce también fechas inferidas para la llegada de ADN de tipo vasco en el rango 1190–1514 dC, más reciente que la afluencia del noroeste de África.

### Conclusiones
Los resultados de estudio muestran la estructura poblacional en escala fina en España. La mayor diferenciación genética la presentan los individuos ubicados en una pequeña región en el suroeste de Galicia en torno a Tuy que están separados de los del resto de España. El siguiente nivel separa a los individuos ubicados principalmente en las regiones vascas en el norte (País Vasco y Navarra) del resto de España. Dentro del grupo genético principal muchos de los grupos siguen de cerca los límites este-oeste de las comunidades autónomas de España, pero en la dirección norte-sur, varios grupos cruzan los límites de las comunidades autónomas.
El eje principal de diferenciación genética se extiende de este a oeste y hay una noteble similitud genética en la dirección norte-sur. En un análisis complementario que incluyó a Portugal los portugueses se agruparon en conjunto con individuos en Galicia, lo que demuestra que el patrón encontrado se extiende a toda la península ibérica.
Por otro lado la estructura genética de las diferentes zonas del territorio es bastante similar a las fronteras lingüísticas de la península ibérica en el año 1300 d. C. En este sentido la asociación de la estructura genética con el lenguaje es estadísticamente significativa (p <0,008). Pero si se tienen en cuenta la distancia física y el lenguaje, no hay ninguna asociación significativa de la estructura genética con la comunidad autónoma actual (p = 0,12)
El hecho demostrado de que las diferencias genéticas son pequeñas en la dirección norte-sur dentro de España, y la evidencia del flujo de genes preferentemente en esta dirección, se puede interpretar por la información histórica sobre la Reconquista, durante la cual el territorio controlado por los cristianos en el norte progresó gradualmente hacia el sur desde la conquista musulmana de Iberia en el año 711 d. C. En el año 1250, casi toda Iberia , menos Andalucía oriental (Reino de Granada) estaba bajo el dominio cristiano, y la conquista de Granada en el año 1492 marca el final del dominio musulmán en España. El estudio concluye que la estructura de la población actual dentro de España está formada por movimientos de población dentro de este período clave. Según el estudio el patrón de diferenciación genética de España refleja los límites lingüísticos y geopolíticos presentes alrededor del final del tiempo del dominio musulmán en España, (año 1500).
Con respecto a la huella genética de la conquista musulmana y los siglos posteriores de dominio musulmán, parece ser que la conquista del 711 se produjo por unos 30.000 combatientes. Después se produjo una migración civil de un número indeterminado de personas, que se ha encontrado que tienen antepasados en común con los actuales habitantes del Sahara occidental que se asentaron en muchas partes de la península. El estudio determina que el impacto genético sustancial y regionalmente variable, se reduce a un período que abarca menos de 400 años.
Las mayores cantidades de ascendencia del norte de África se encuentran en el oeste (11%), incluso en Galicia, a pesar del hecho de que Galicia, al norte del río Miño, nunca estuvo bajo el dominio musulmán y que los asentamientos musulmanes al norte del río Duero fueron abandonados hacia el año 741.

## El caso de Ibiza
Según un estudio del Institut de Biología Evolutiva (IBE UPF-CSIC), la población moderna de Ibiza desciende de las poblaciones catalanas que repoblaron la isla en el siglo XIII. No se encuentra rastro genético de cartagineses, ni de romanos,  árabes ni de población norteafricana, pueblos que la invadieron desde el siglo VII a. C. pero que según el estudio no han dejado su impronta genética en la población moderna. El estudio también constata que el origen genético de la población actual proviene de un número muy limitado de individuos, lo que podría interpretarse a la luz de los ataques de piratas berberiscos, y las epidemias que diezmaron a una población ya de por sí reducida, que volvió a crecer a partir de un grupo muy pequeño y aislado de habitantes. En una historia genética similar a la de los sardos, islandeses o vascos.
Francesc Calafell, investigador del IBE y autor principal del trabajo, publicado en la revista European Journal of Human Genetics, dice al respecto: “Lo cierto es que hemos visto un elevado grado de consanguinidad en los actuales ibicencos. Hemos encontrado muchos más trozos de genoma, más que en cualquier otra población de alrededor, iguales heredados de padres y madres, lo que concuerda con la hipótesis de una población pequeña y aislada en la que todos sus miembros están emparentados” y “Ibiza y Cerdeña, en este sentido, son muy parecidas con poblaciones genéticamente diferenciadas. En cambio, Mallorca, Menorca y Sicilia se asemejan mucho en ADN a la población del continente”.

## Las ocho grandes migraciones que han modelado el ADN de los ibéricos
Un estudio publicado por la revista Science en marzo de 2019, y codirigido por Carles Lalueza-Fox, paleogenetista del Institut de Biología Evolutiva (CSIC-UPF) y David Reich, de la Escuela de Medicina de Harvard (EE. UU.), se basa en analizar los genomas completos de 271 restos humanos de más de cien yacimientos de la península ibérica. Las muestras analizadas son de periodos desde el 8000 aC hasta la Edad Media. Los genomas se han comparado con investigaciones anteriores, que incluyen los genomas de otras 1.107 personas del pasado y 2.862 personas actuales. En el momento de su publicación se trataba del estudio de reconstrucción histórica basada en datos genéticos más completo que se haya realizado en cualquier lugar del mundo.
El estudio supone una investigación que ha reconstruido la historia genética de la península ibérica a lo largo de los últimos 8.000 años y revela que ocho grandes migraciones han modelado el ADN de los españoles y portugueses desde el 6000 aC hasta la actualidad. También concreta con datos genéticos el momento de la diferenciación de la población vasca, que se remonta a la Edad del Hierro. Y confirma que la población andaluza tiene menos ADN de origen norteafricano del esperado. Las ocho migraciones significativas encontradas son las siguientes:
1. La primera de estas migraciones ocurrió hace unos 8.000 años, cuando la península ibérica tenía una población escasa y dispersa de cazadores-recolectores que llevaban una vida nómada, con asentamientos estacionales. En aquella época se registra una primera entrada de ADN foráneo, introducido por cazadores-recolectores del centro de Europa.[45]
2. La segunda oleada migratoria se registra unos mil años más tarde y esta vez es masiva. Se trata de pueblos neolíticos procedentes de Anatolia que ya han adoptado la agricultura, lo que les lleva a tener un gran crecimiento demográfico y a expandirse.
3. La tercera, menos importante, es una entrada de cazadores-recolectores de cultura mesolítica.
4. La cuarta oleada migratoria, es la más importante por su repercusión genética. Se produce hace 4.000 años y es la llegada de pueblos procedentes de las estepas del norte del mar Caspio y el Cáucaso. Esta población sustituye completamente al cabo de pocas generaciones el ADN autóctono en la herencia genética de los pobladores de Iberia. La huella genética de los pueblos de la estepa supone que el 20% del genoma de los españoles actuales tiene ese origen. Sin embargo, no hay pruebas de que el encuentro con la población ibérica autóctona fuera violento.[45]
5. La quinta migración se produce hace unos 3.000 años, época en que se registra una nueva entrada de ADN del centro y norte de Europa. Esta migración coincide con la llegada a la península de la cultura de los campos de urnas, que incinera a los muertos y deposita las cenizas en urnas de cerámica que se entierran en necrópolis.
6. En el periodo histórico se registran otras tres grandes migraciones con entradas significativas de ADN foráneo. Una sexta procedente del este del Mediterráneo, es significativa entre el 600 y el 500 aC, y es mayoritariamente de procedencia griega, con aportaciones culturales asociadas muy importantes.
7. La séptima migración significativa para el rastro genético procede del norte de África y tiene lugar en la época del Imperio romano.
8. La octava migración que registra el estudio también procede del norte de África, y coincide con la primera época musulmana, antes del año 1000 d. C.

### La prevalencia genética de las invasiones de pueblos esteparios de la edad de bronce 2500-2000 aC.
Una de las conclusiones del estudio publicado en Science citado, es que una población de origen estepario llegó a la península ibérica a partir del 2500 a. C. y que, 500 años más tarde casi toda la población peninsular era descendiente de esas poblaciones de origen estepario. Al final de este periodo, el 100% de la población masculina ibérica resulta descender de estos migrantes. Los marcadores genéticos contenidos en el cromosoma Y, que se hereda de padre a hijo, son los de ese grupo en todos los individuos analizados. Los hombres foráneos acabaron reproduciéndose mucho más que los autóctonos (lo que también ocurrió en menor medida también en otras partes de Europa donde llegaron). Pero no se conocen registros arqueológicos de conflictos militares o matanzas. Ni se produce una aculturación ya que las culturas de la península evolucionaron sin cambios bruscos a lo largo de ese periodo.
Íñigo Olalde, investigador de la Universidad de Harvard y primer autor del trabajo, dice al respecto: "Hacia el 2500 a.C. llegan a la península ibérica individuos de origen estepario (estepas de la actual Rusia), distinto al de las poblaciones locales, y empiezan a mezclarse". "Tuvo que pasar algo muy bestia, pero los datos genéticos no dicen qué procesos sociales ocurrieron". "La hipótesis más simplista es que estos hombres llegaron y eliminaron a los locales. Pero  no hay evidencia de violencia generalizada en el registro arqueológico". "Podría ser un fenómeno de estratificación social muy fuerte: a lo mejor, estos linajes externos tuvieron mucho más éxito reproductivo a lo largo de muchas generaciones".
Philipp Stockhammer, arqueólogo de la Universidad de Mónaco, que no ha participado en el estudio pero es colaborador de sus autores principales dice: "Se ve un gran cambio genético sin que ocurra en paralelo un gran cambio cultural. A nivel de la cultura material, hay más bien continuidad en este periodo. La genética y la cultura no encajan necesariamente". "Como científicos, tenemos que ser cautos en cómo presentamos nuestro conocimiento. En todo caso, estos hallazgos apuntan a que hubo una enorme movilidad también en el pasado y que no existe nada parecido a una comunidad pura".

### El País Vasco y la lengua vasca
Según el estudio publicado por la revista Science en marzo de 2019, el País Vasco ha tenido una población autóctona genéticamente homogénea, con escasa aportación de ADN de personas venidas de otros lugares, desde la Edad del Hierro, que comienza hacia el año 1000 a. C. Los estudios lingüísticos anteriores han establecido que el lenguaje vascuence es anterior a la llegada de las lenguas indoeuropeas, de las que derivan el resto de lenguas peninsulares, que entraron en la península hace más de 4.000 años de la mano de los descendientes de los pueblos arios de las estepas que venían de las llanuras del norte del Cáucaso y el mar Caspio.
De acuerdo con los resultados del estudio la población vasca tiene una notable herencia esteparia, como en otros lugares donde colectivos inmigrantes se integran en culturas locales, la lengua es anterior al genoma. Estudios anteriores habían sugerido que el ADN de la población vasca tiene herencia esteparia, algo que este estudio confirma. Lo original del estudio es que sitúa el desarrollo de los vascos como población autóctona genéticamente aislada hacia el año 1000 a. C. y concluye que la población vasca actual es genéticamente indistinguible de las poblaciones ibéricas de la Edad del Hierro. Por ello el aislamiento genético de la población vasca se remonta a la Edad del Hierro, en el primer milenio antes de Cristo. Según Lalueza-Fox, “Las migraciones posteriores, como las de la época romana o la musulmana, no dejaron huella en el País Vasco”.